# Julian Weigl
Julian Weigl (Bad Aibling, 8 settembre 1995) è un calciatore tedesco, centrocampista del Borussia M'gladbach.

## Caratteristiche tecniche
È un centrocampista centrale, abilissimo nel recuperare palloni e nel dettare il cambio di ritmo dell'azione. Ha una strepitosa visione di gioco e riesce a trovare linee di passaggio degne dei migliori interpreti del suo ruolo.

## Carriera

### Club
Inizia nelle giovanili del Monaco 1860 per poi debuttare in prima squadra nella Zweite Liga il 14 febbraio 2014, nella partita contro l'FC Ingolstadt 04 persa 2-0.
Nella stagione successiva, il 4 agosto seguente, indossa per la prima volta la fascia da capitano a quasi 19 anni, nella partita persa 3-2 contro il FC Kaiserslautern, risultando così il più giovane capitano di sempre nella storia del club.

#### Borussia Dortmund
Il 1º luglio 2015 passa per 2.5 milioni al Borussia Dortmund firmando un contratto quadriennale. Debutta il 30 luglio 2015 nell'andata del terzo turno preliminare di Europa League contro il Wolfsberger. Con le sue ottime prestazione diventa uno dei pilastri della squadra risultando il giocatore più presente alla fine della stagione. Conclude l'anno con 51 presenze e 0 gol.
Inizia la sua seconda stagione in giallonero con la prima presenza nella supercoppa di Germania persa 2-0 contro il Bayern Monaco. Il 14 settembre 2016 trova la prima presenza il Champions League nella vittoria esterna per 6-0 sul campo del Legia Varsavia. Il 18 ottobre trova il primo gol in carriera, in Champions League e con i gialloneri nella trasferta vinta 2-1 contro lo Sporting Lisbona. L'11 aprile 2017, alla vigilia della partita di Champions League contro il Monaco, un'esplosione investe il pullman su cui viaggiavano lui e la sua squadra.

#### Benfica
Il 31 dicembre 2019 si accorda con il Benfica per il trasferimento immediato nel club portoghese per 20 milioni di euro.
Il 17 giugno 2020 segna il suo primo gol con la maglia del Benfica, contro il Rio Ave, su colpo di testa grazie all’assist di Pizzi.

#### Borussia Mönchengladbach
Il 1º settembre 2022 fa ritorno in patria accasandosi al Borussia M'gladbach con la formula del prestito.
Il 5 maggio 2023 viene riscattato dai puledri.

### Nazionale
Nel 2015 è stato convocato dalla nazionale Under-20 tedesca per disputare i Mondiali di categoria.
Il 3 settembre 2015, debutta con la nazionale Under-21 tedesca in un'amichevole contro la Danimarca.
Il 12 maggio 2016, viene pre convocato dal C.T. Löw, entrando nella lista di 27 giocatori della nazionale tedesca per la fase finale dell'Europeo.
Viene convocato per gli Europei 2016 in Francia, in cui tuttavia non viene mai impiegato.

## Statistiche

### Presenze e reti nei club
Statistiche aggiornate al 18 maggio 2024.
| Stagione                   | Squadra                    | Campionato                 | Campionato | Campionato | Coppe nazionali | Coppe nazionali | Coppe nazionali | Coppe continentali | Coppe continentali | Coppe continentali | Altre coppe | Altre coppe | Altre coppe | Totale | Totale |
| Stagione                   | Squadra                    | Comp                       | Pres       | Reti       | Comp            | Pres            | Reti            | Comp               | Pres               | Reti               | Comp        | Pres        | Reti        | Pres   | Reti   |
| -------------------------- | -------------------------- | -------------------------- | ---------- | ---------- | --------------- | --------------- | --------------- | ------------------ | ------------------ | ------------------ | ----------- | ----------- | ----------- | ------ | ------ |
| feb.-giu. 2014             | Monaco 1860                | ZL                         | 14         | 0          | CG              | -               | -               | -                  | -                  | -                  | -           | -           | -           | 14     | 0      |
| 2014-2015                  | Monaco 1860                | ZL                         | 24+1       | 0          | CG              | 1               | 0               | -                  | -                  | -                  | -           | -           | -           | 26     | 0      |
| Totale Monaco 1860         | Totale Monaco 1860         | Totale Monaco 1860         | 38+1       | 0          |                 | 1               | 0               |                    | -                  | -                  |             | -           | -           | 40     | 0      |
| 2015-2016                  | Borussia Dortmund          | BL                         | 30         | 0          | CG              | 5               | 0               | UEL                | 16                 | 0                  | -           | -           | -           | 51     | 0      |
| 2016-2017                  | Borussia Dortmund          | BL                         | 30         | 0          | CG              | 3               | 0               | UCL                | 9                  | 1                  | SG          | 1           | 0           | 43     | 1      |
| 2017-2018                  | Borussia Dortmund          | BL                         | 25         | 1          | CG              | 1               | 0               | UCL+UEL            | 5+2                | 0                  | -           | -           | -           | 33     | 1      |
| 2018-2019                  | Borussia Dortmund          | BL                         | 18         | 1          | CG              | 2               | 0               | UCL                | 4                  | 0                  | -           | -           | -           | 24     | 1      |
| 2019-gen. 2020             | Borussia Dortmund          | BL                         | 13         | 1          | CG              | 2               | 0               | UCL                | 4                  | 0                  | SG          | 1           | 0           | 20     | 1      |
| Totale Borussia Dortmund   | Totale Borussia Dortmund   | Totale Borussia Dortmund   | 116        | 3          |                 | 13              | 0               |                    | 40                 | 1                  |             | 2           | 0           | 171    | 4      |
| gen.-giu. 2020             | Benfica                    | PL                         | 18         | 1          | CP+CdL          | 2+0             | 0               | UEL                | 1                  | 0                  |             | -           | -           | 21     | 1      |
| 2020-2021                  | Benfica                    | PL                         | 28         | 0          | CP+CdL          | 4+2             | 0+0             | UCL+UEL            | 1+7                | 0+1                | SP          | 1           | 0           | 43     | 1      |
| 2021-2022                  | Benfica                    | PL                         | 29         | 2          | CP+CdL          | 3+3             | 0+0             | UCL                | 4+9                | 1+0                | -           | -           | -           | 48     | 3      |
| ago. 2022                  | Benfica                    | PL                         | 2          | 0          | CP+CdL          | 0+0             | 0+0             | UCL                | 1                  | 0                  | -           | -           | -           | 3      | 0      |
| Totale Benfica             | Totale Benfica             | Totale Benfica             | 77         | 3          |                 | 14              | 0               |                    | 23                 | 2                  |             | 2           | 0           | 116    | 5      |
| ago. 2022-2023             | Borussia M'gladbach        | BL                         | 23         | 1          | CG              | 1               | 0               | -                  | -                  | -                  | -           | -           | -           | 24     | 1      |
| 2023-2024                  | Borussia M'gladbach        | BL                         | 31         | 2          | CG              | 4               | 0               | -                  | -                  | -                  | -           | -           | -           | 35     | 2      |
| Totale Borussia M'Gladbach | Totale Borussia M'Gladbach | Totale Borussia M'Gladbach | 54         | 3          |                 | 5               | 0               |                    | -                  | -                  |             | -           | -           | 59     | 3      |
| Totale carriera            | Totale carriera            | Totale carriera            | 285+1      | 9          |                 | 33              | 0               |                    | 63                 | 3                  |             | 3           | 0           | 385    | 12     |

### Cronologia presenze in nazionale
| Cronologia completa delle presenze e delle reti in nazionale ― Germania | Cronologia completa delle presenze e delle reti in nazionale ― Germania | Cronologia completa delle presenze e delle reti in nazionale ― Germania | Cronologia completa delle presenze e delle reti in nazionale ― Germania | Cronologia completa delle presenze e delle reti in nazionale ― Germania | Cronologia completa delle presenze e delle reti in nazionale ― Germania | Cronologia completa delle presenze e delle reti in nazionale ― Germania | Cronologia completa delle presenze e delle reti in nazionale ― Germania |
| Data                                                                    | Città                                                                   | In casa                                                                 | Risultato                                                               | Ospiti                                                                  | Competizione                                                            | Reti                                                                    | Note                                                                    |
| ----------------------------------------------------------------------- | ----------------------------------------------------------------------- | ----------------------------------------------------------------------- | ----------------------------------------------------------------------- | ----------------------------------------------------------------------- | ----------------------------------------------------------------------- | ----------------------------------------------------------------------- | ----------------------------------------------------------------------- |
| 29-5-2016                                                               | Augusta                                                                 | Germania                                                                | 1 – 3                                                                   | Slovacchia                                                              | Amichevole                                                              | -                                                                       | 46’                                                                     |
| 31-8-2016                                                               | Mönchengladbach                                                         | Germania                                                                | 2 – 0                                                                   | Finlandia                                                               | Amichevole                                                              | -                                                                       | 67’                                                                     |
| 4-9-2016                                                                | Oslo                                                                    | Norvegia                                                                | 0 – 3                                                                   | Germania                                                                | Qual. Mondiali 2018                                                     | -                                                                       | 84’                                                                     |
| 15-11-2016                                                              | Milano                                                                  | Italia                                                                  | 0 – 0                                                                   | Germania                                                                | Amichevole                                                              | -                                                                       | 70’                                                                     |
| 22-3-2017                                                               | Dortmund                                                                | Germania                                                                | 1 – 0                                                                   | Inghilterra                                                             | Amichevole                                                              | -                                                                       | 66’                                                                     |
| 26-3-2022                                                               | Sinsheim                                                                | Germania                                                                | 2 – 0                                                                   | Israele                                                                 | Amichevole                                                              | -                                                                       | 63’                                                                     |
| Totale                                                                  |                                                                         | Presenze                                                                | 6                                                                       |                                                                         | Reti                                                                    | 0                                                                       |                                                                         |

## Palmarès

### Club

#### Competizioni nazionali
- Coppa di Germania: 1

Borussia Dortmund: 2016-2017
- Supercoppa di Germania: 1

Borussia Dortmund: 2019